# Catocala sponsa
The Dark Crimson Underwing (Catocala sponsa) là một loài bướm đêm thuộc họ Erebidae. Nó được tìm thấy ở châu Âu, Bắc Phi và từ Anatolia tới Kavkaz.
Sải cánh dài 60–70 mm. Con trưởng thành bay từ tháng 7 đến tháng 9 tùy theo địa điểm.
Ấu trùng ăn sồi.

## Hình ảnh

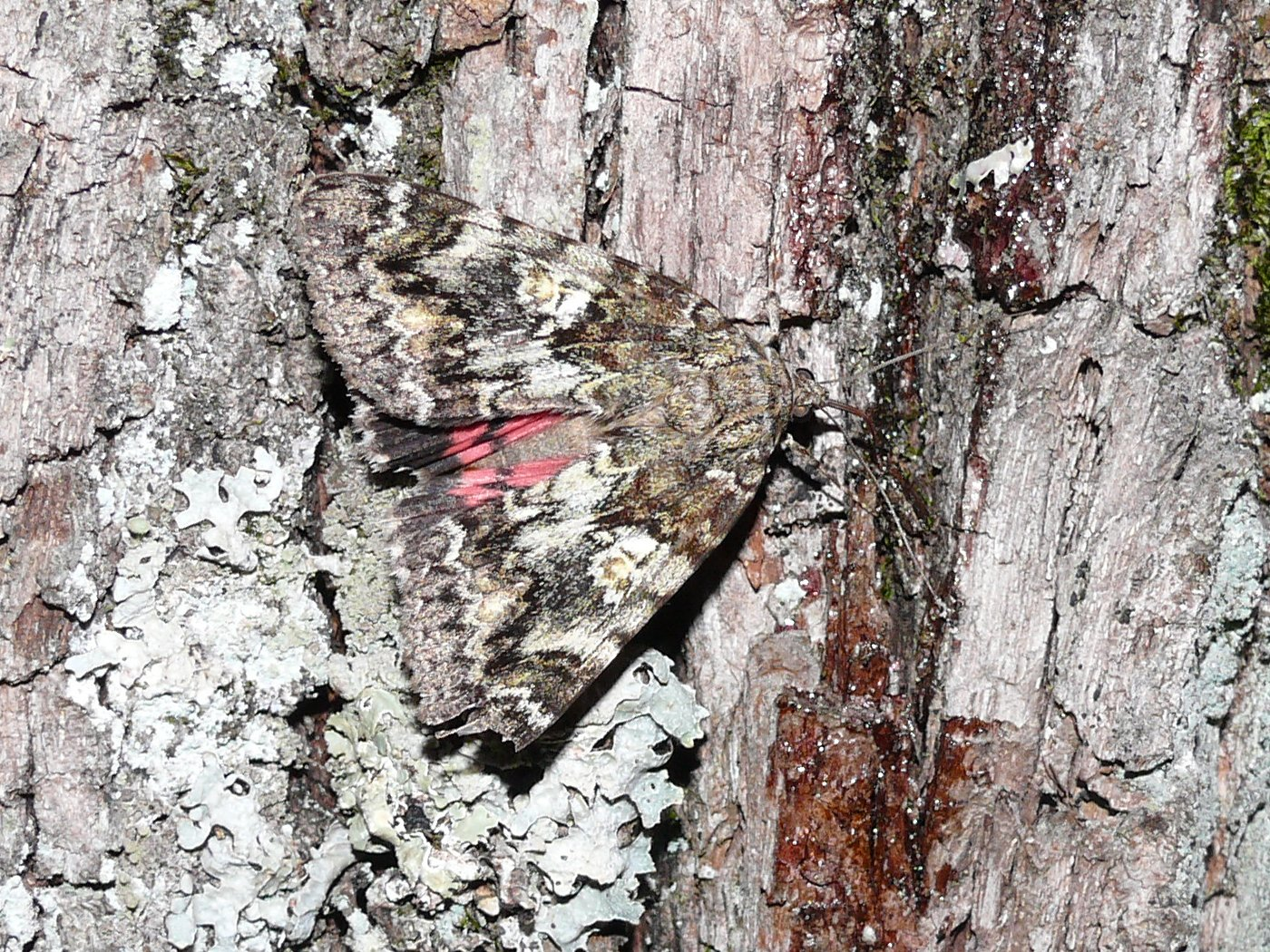
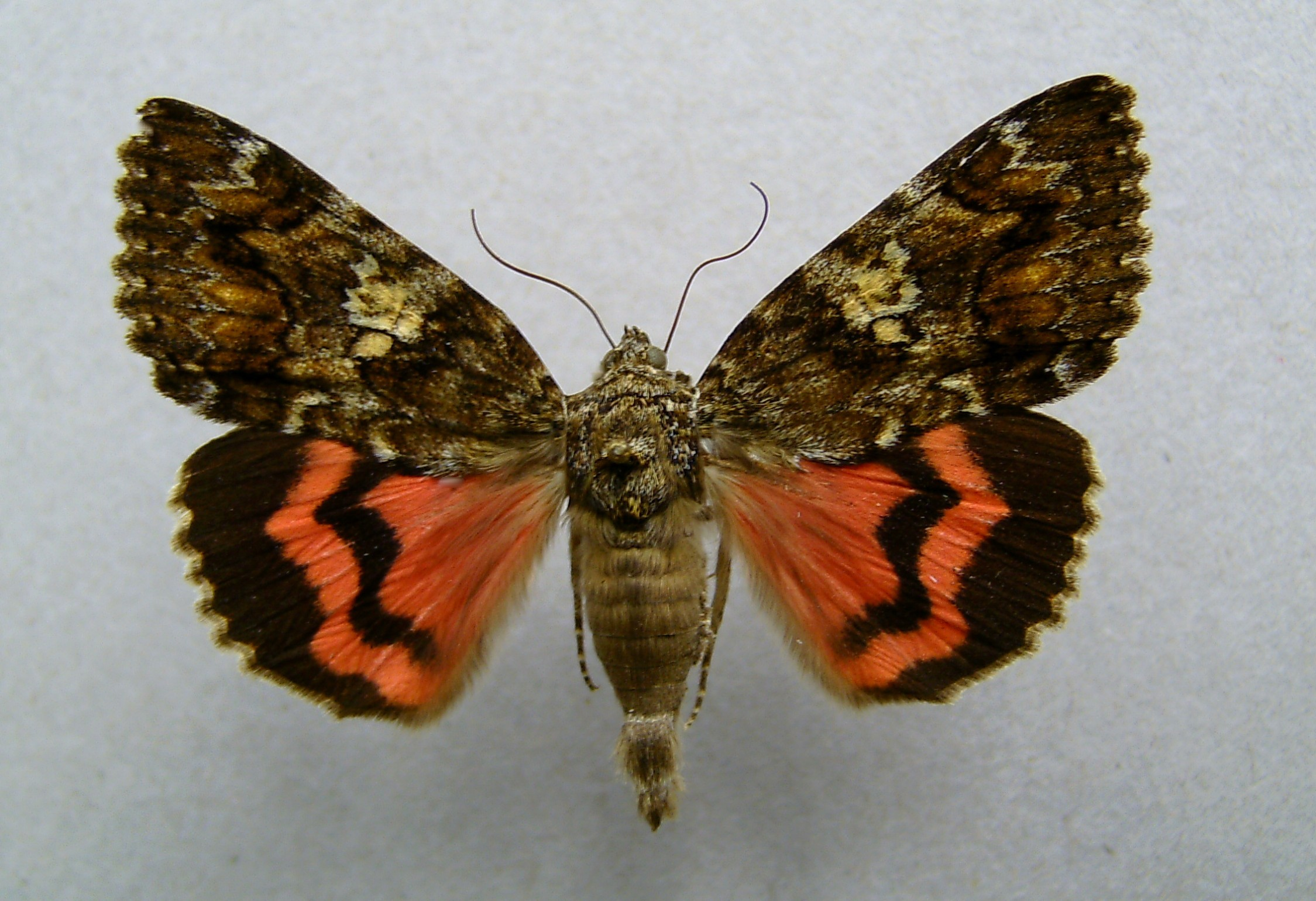
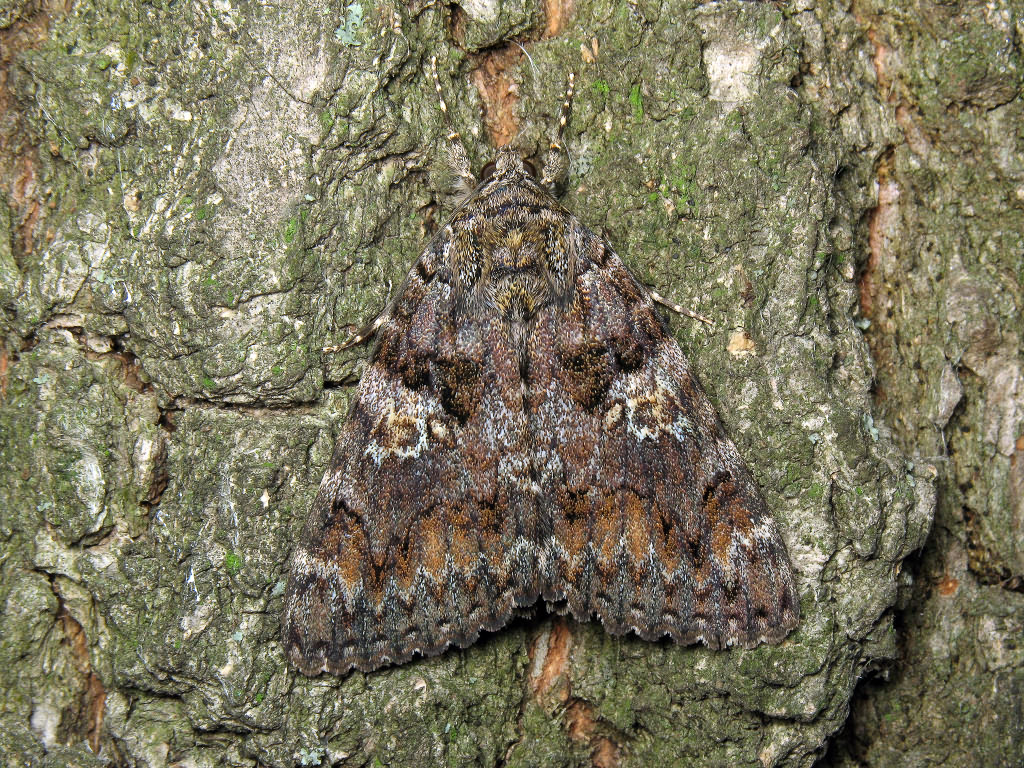
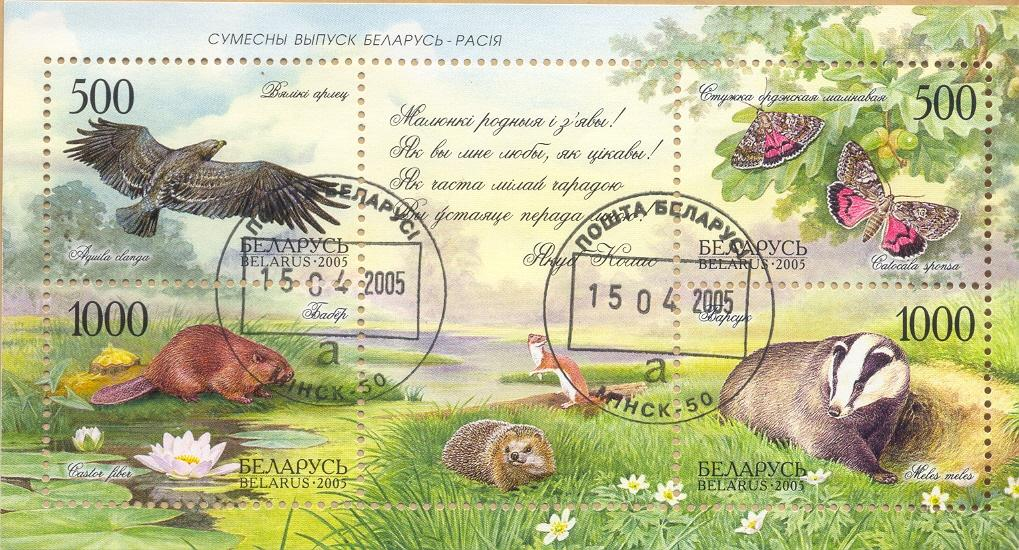